# 赵志全
赵志全（1956年11月24日—2014年11月14日），山东费县人。汉族。加入中国共产党。山东化工学院化工机械专业毕业。曾任鲁南制药集团董事长。2003年，荣获全国“五一”劳动奖章；2005年被为全国劳动模范；享受国务院政府特殊津贴。

## 生平
1978年8月山东化工学院（现青岛科技大学）学习。1982年1月毕业后分配到郯南制药厂（鲁南制药前身）。1984年7月任郯南制药厂搬迁队队长兼技术员。1985年4月任郯南制药厂设备动力科科长。1986年10月任郯南制药厂技术科科长。1987年10月25日在临沂地区首家企业承包经营试点中，中标担任郯南制药厂厂长。1990年8月加入中国共产党。1990年9月任鲁南制药厂厂长。1994年任鲁南制药股份有限公司董事长、党委副书记、总经理。1996年任鲁南制药股份有限公司董事长、党委书记、总经理。2004年任鲁南制药集团董事长、党委书记、总经理。
2008年，当选第十一届全国人民代表大会山东地区代表。2013年，当选第十二届全国人民代表大会山东地区代表。
2014年11月14日去世。